# Parafia św. Franciszka z Asyżu w Bystrzycy
Parafia św. Franciszka z Asyżu w Bystrzycy – parafia rzymskokatolicka znajdująca się w diecezji rzeszowskiej w dekanacie Sędziszów Małopolski. 
Parafia została erygowana 15 listopada 1930 roku przez ówczesnego ordynariusza tarnowskiego, bpa Leona Wałęgę.
Terytorium parafii obejmuje Bystrzycę i częściowo Wiśniową.